# Dendrolimus
Dendrolimus és un gènere de lepidòpters ditrisis la família dels lasiocàmpids (Lasiocampidae).

## Galeria

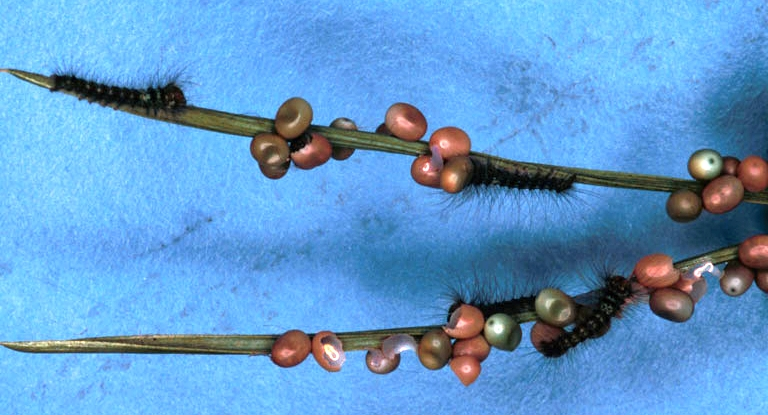
Dendrolimus pini ous i larves
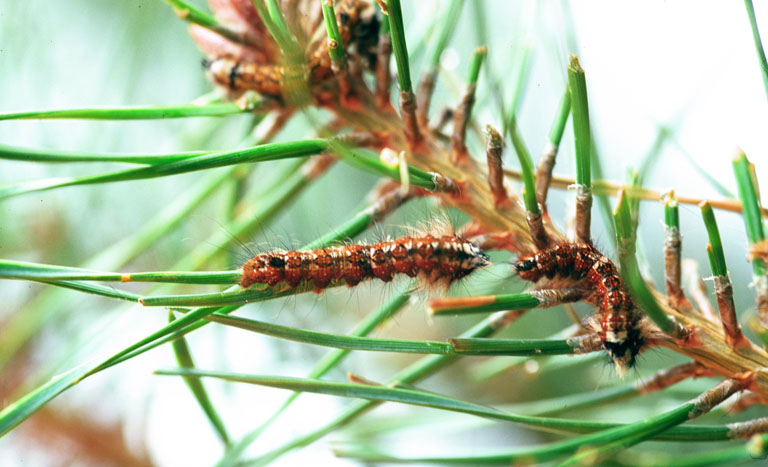
Dendrolimus pini larva
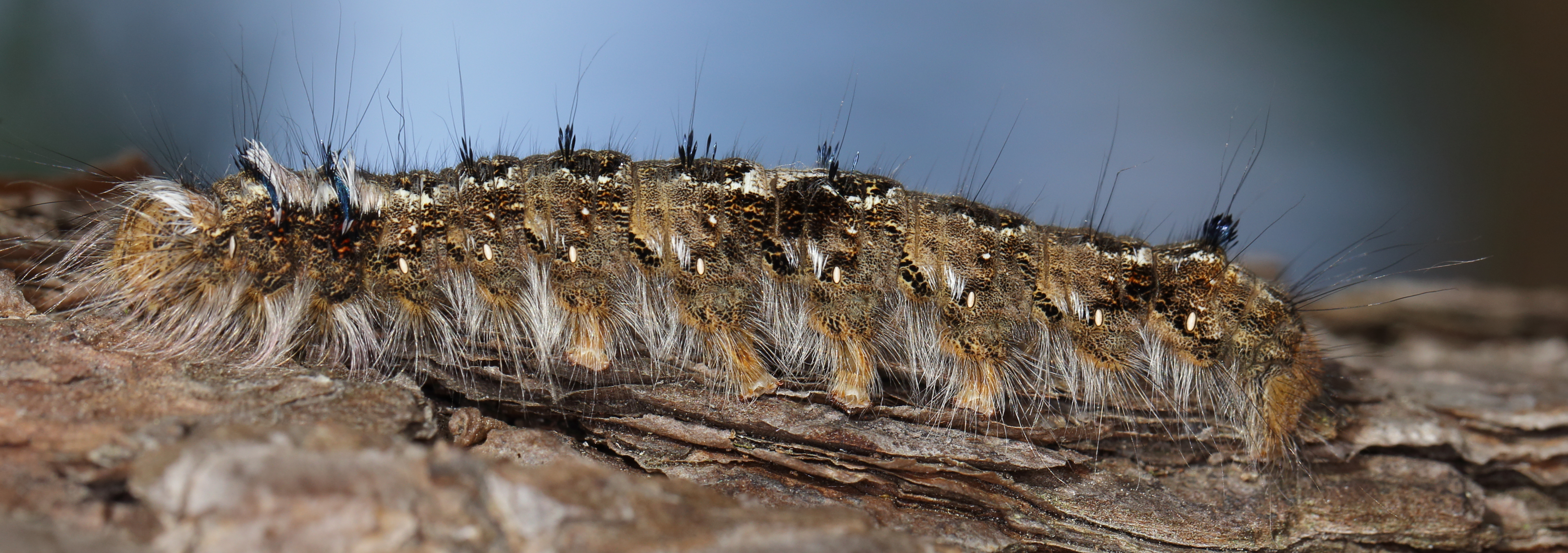
Dendrolimus pini larva
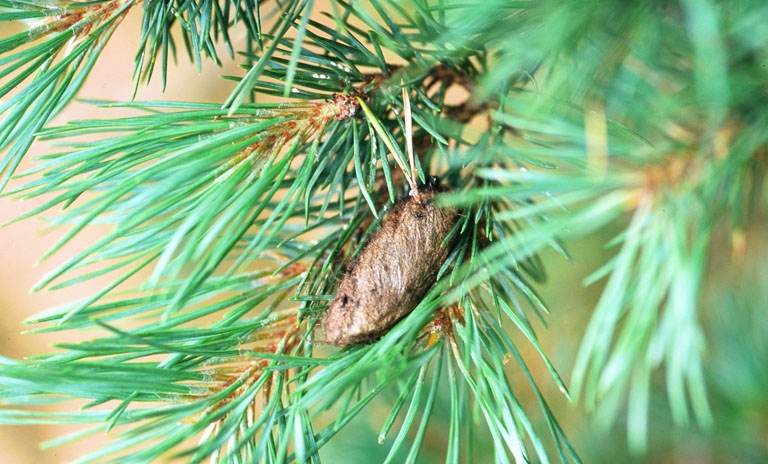
Dendrolimus pini pupa
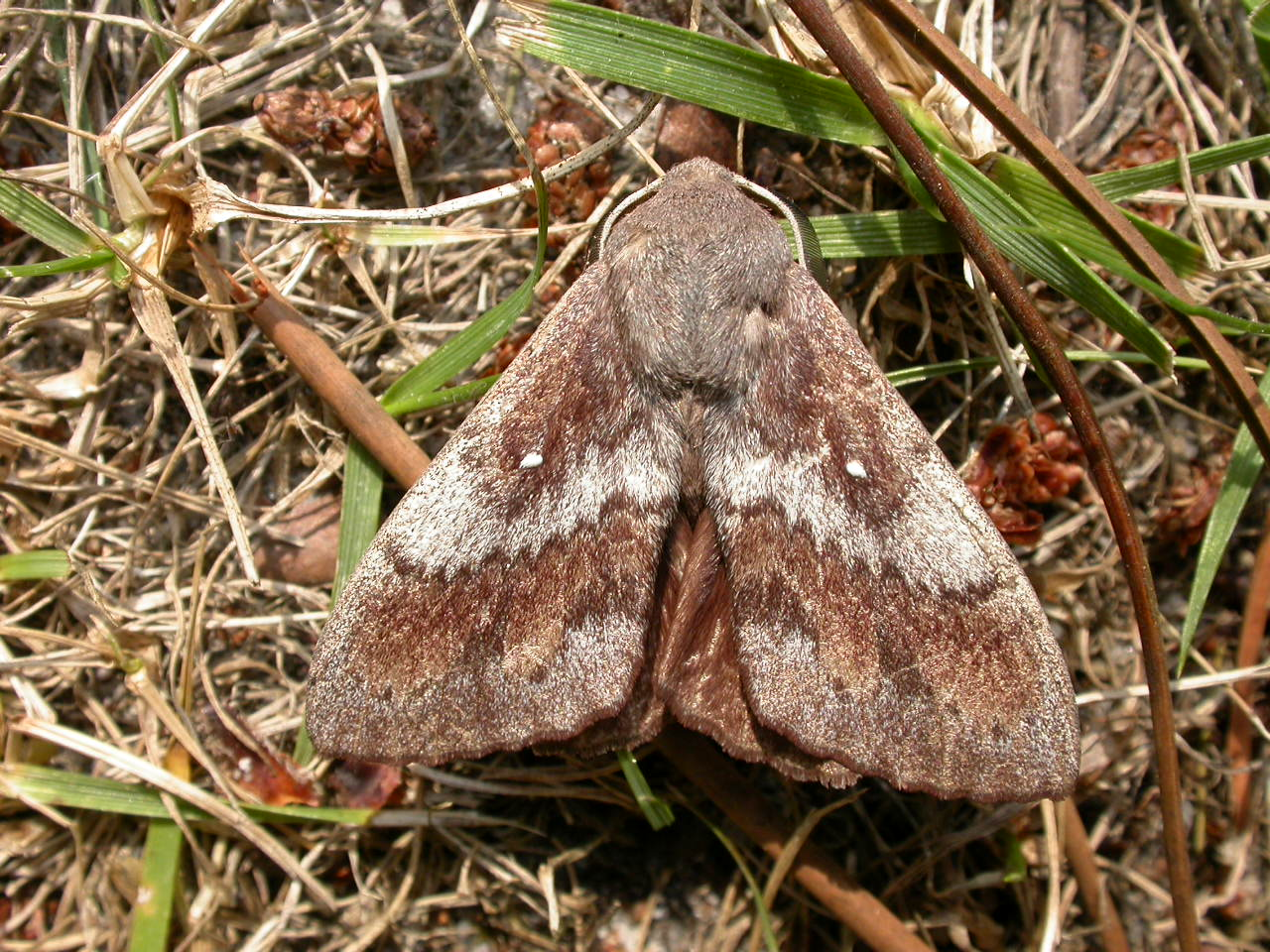
Dendrolimus pini
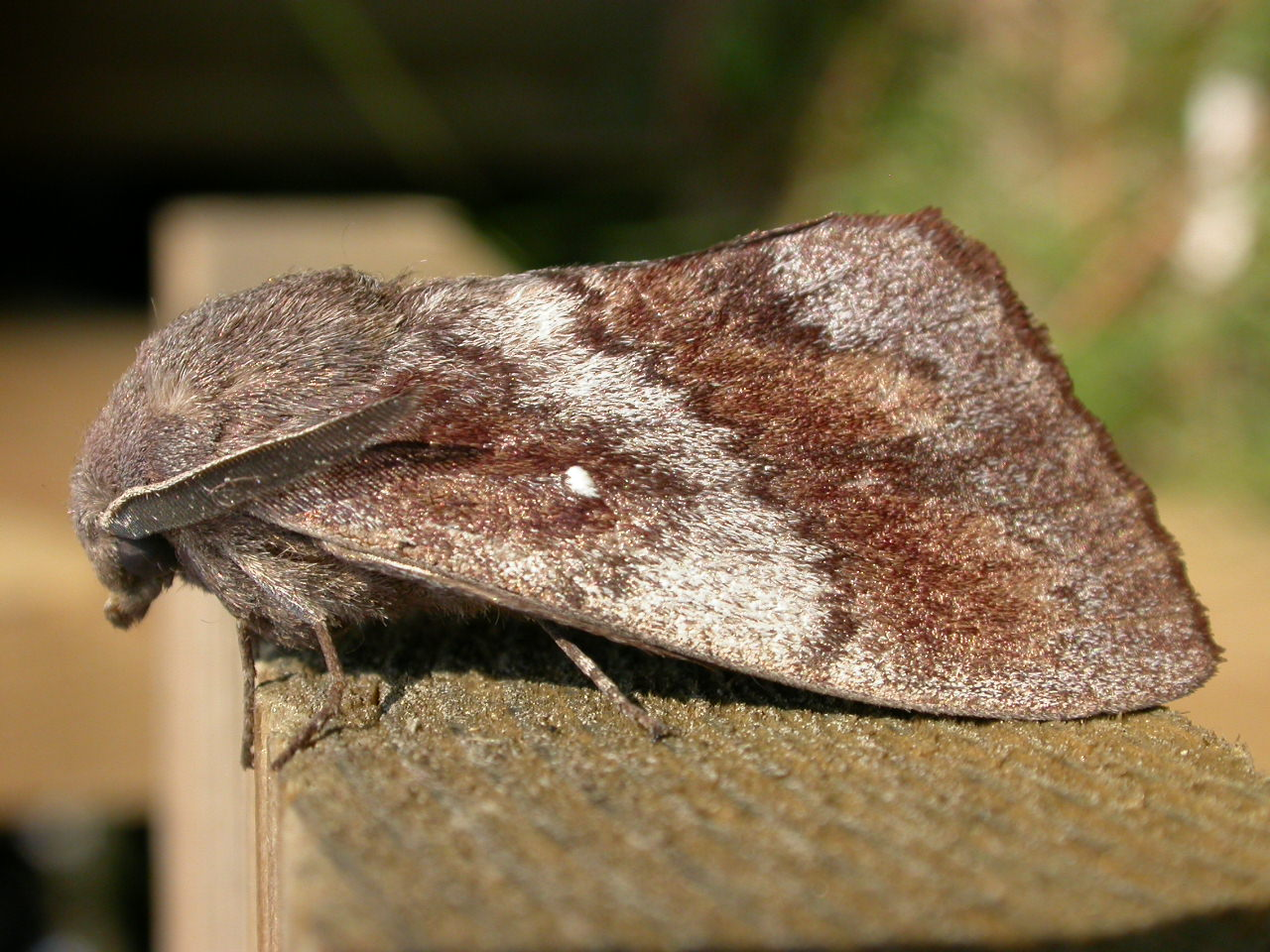
Dendrolimus pini
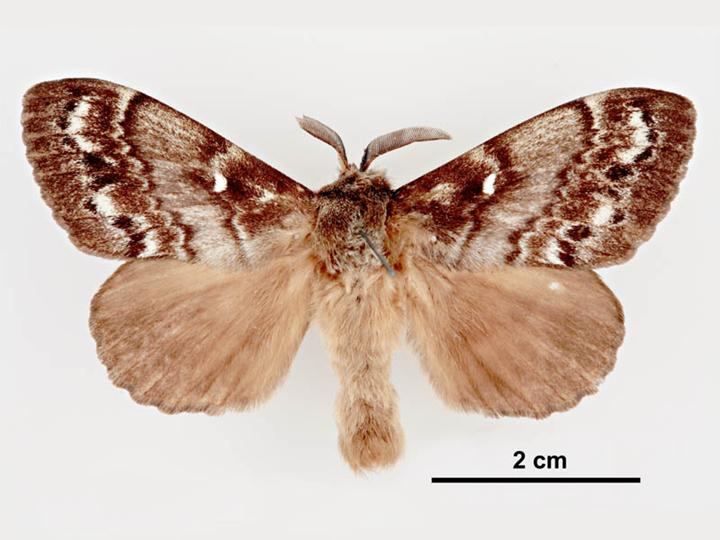
Dendrolimus superans
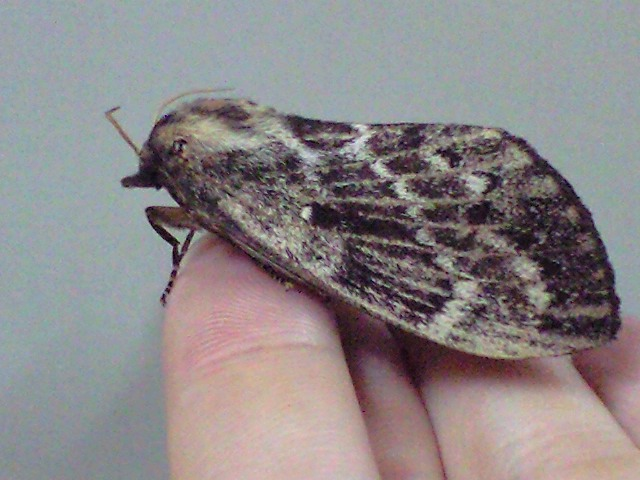
Dendrolimus spectabilis